# Batalla de Sena Gàl·lica (551)
La batalla de Sena Gàl·lica fou una batalla naval que va enfrontar la flota romana d'Orient i la flota dels ostrogots davant de la costa adriàtica d'Itàlia, la tardor del 551, durant la guerra gòtica. Amb la victòria, els romans d'Orient van posar fi als esforços dels ostrogots per impedir l'arribada de l'exèrcit romà d'Orient liderat per Narses.

## Rerefons
Després de l'aparent total reconquesta de les províncies occidentals de l'imperi, Justinià I va ordenar el retorn a Constantinoble del seu millor general i artífex de la victòria, Belisari. Itàlia va quedar en mans de generals poc disciplinats i aviat els ostrogots es reagruparen sota el seu nou i carismàtic rei Tòtila, qui aviat prengué el control gairebé total de la península Itàlica. Aquest cop, ni el retorn de Belisari va poder aturar els ostrogots i el 550 tot el que quedava sota el poder imperial era un conjunt de fortins costaners. La primavera del 550, Tòtila invadia Sicília i amb el propòsit d'impedir l'arribada de reforços des d'Orient, va construir una flota de 400 naus de guerra per controlar també les aigües. Per la seva part, Justinià I va preparar una darrera ofensiva per reclamar Itàlia i va reunir un gran exèrcit sota les ordres del seu general Narses.
Conscient de l'amenaça, Tòtila va decidir capturar les darreres bases importants que l'Imperi retenia a Itàlia, principalment Crotona i Ancona. Es va retirar de Sicília i va posar setge a Ancona amb 47 naus bloquejant l'accés per mar, mentre la resta de la flota (unes 300 naus) saquejaven la costa de l'Epir i les Illes Jòniques. També capturaren força naus que portaven provisions i equipament per l'exèrcit de Narses.
Davant de la probable pèrdua d'Ancona, el general romà Valerià, comandant de Ravenna, va demanar ajuda a un altre veterà de la guerra contra els ostrogots, Joan. Aquest s'estava a Salona (Dalmàcia), esperant l'arribada de l'exèrcit de Narses. Immediatament, Joan va enviar a la ciutat les seves tropes veteranes, amb 38 naus de guerra, reunint-se amb 12 naus més sota les ordres del mateix Valerià. Junts, posaren rumb a Sena Gàl·lica, al nord d'Ancona.

## Desenvolupament tàctic
Com que les dues flotes eren aproximadament de la mateixa grandària, els dos comandants gòtics, Indulf i Gibal (aquest un renegat antic home de Belisari), van decidir de presentar batalla.
La batalla va començar amb els arquers d'ambdós bàndols atacant les naus enemigues. Després, quan la distància es va anar escurçant, entraren en acció les llances i espases. Aviat fou patent la desavantatge dels ostrogots, que no tenien prou experiència ni habilitat en maniobrar les naus en formació. Així algunes naus es trobaren aïllades de la resta i foren fàcilment envoltades i enfonsades, mentre d'altres navegaren massa juntes sense marge per maniobrar. Els romans d'Orient, per la seva part, mantingueren la formació en tot moment i anaven aprofitant els errors de l'adversari per atacar les naus enemigues, fins al punt que els ostrogots ordenaren la retirada, deixant enrere 36 naus. Gibal fou capturat, però Indulf va arribar a Ancona, on va ordenar encallar les naus restants a la platja i els va calar foc.
Davant la derrota, els ostrogots aixecaren el setge d'Ancona i es retiraren a Àuximum, mentre els romans entraven triomfants a la ciutat alliberada.